# Невфидан Кадын-эфенди
Невфида́н Кады́н-эфе́нди (тур. Nevfidan Kadın Efendi); также Невифеда́ Кады́н-эфе́нди (тур. Nevifeda Kadın Efendi) и Невифида́н Кады́н-эфе́нди (тур. Nevifidan Kadın Efendi); умерла 25 или 27 декабря 1855 года в Стамбуле) — главная наложница османского султана Махмуда II с титулом башкадын-эфенди. Трое родных детей Невфидан умерли в детстве или младенчестве, однако она воспитывала дочь Махмуда II Адиле-султан. После смерти супруга Невфидан совершила хадж, за что получила право носить лакаб Хадже.

## Биография

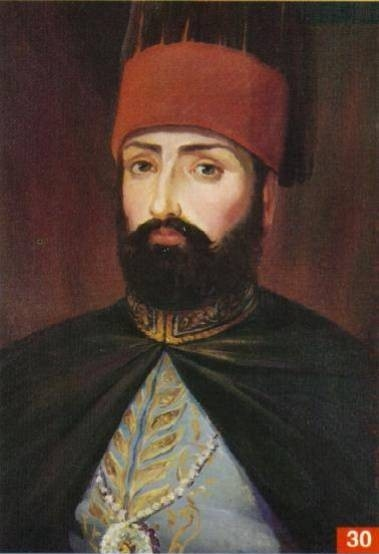
Супруг Невфидан Кадын-эфенди султан Махмуд II

О жизни Невфидан известно мало. Известно, что она была главной женой султана Махмуда II (башкадын-эфенди).
Турецкий историк Недждет Сакаоглу писал, что Невфидан была матерью троих детей — Фатьмы-султан (4 февраля — 5 августа 1809), Эмине-султан (12 августа 1812 — 28 июня 1814) и шехзаде Османа (апрель 1813 — 10 апреля 1814). Турецкий историк Чагатай Улучай также указывает детьми Невфидан Фатьму, Эмине и Османа, однако отмечает, что Эмине и Осман родились 7 января 1815 года. Все дети Невфидан умерли в детстве или младенчестве, из-за чего башкадын очень горевала. Вместе с тем, османист Энтони Олдерсон писал, что Фатьма-султан стала первым ребёнком, рождённым в семье султана за последние 20 лет, поэтому её рождение широко праздновалось; однако Олдерсон назвал матерью Фатьмы-султан Фатьму Кадын-эфенди, умершую во время или вскоре после родов, и не указал, была ли Невфидан биологической матерью хотя бы одного ребёнка султана.
Поскольку у Невфидан не было выживших детей, когда умерла Зернигар Кадын-эфенди, мать младшей дочери Махмуда II Адиле-султан, султан поручил воспитание девочки именно Невфидан. Невфидан Кадын-эфенди тепло относилась к Адиле и воспитывала её как родную дочь.
В 1839 году Невфидан Кадын-эфенди овдовела; новым султаном стал старший сын Махмуда II Абдул-Меджид I, который любил и уважал главную жену отца. В 1842 году с позволения пасынка-султана Невфидан отправилась в хадж. Сакаоглу писал, что она была известна своими благочестием и благими делами и из паломничества, находясь в Шаме, где собирались группы паломников, отправила султану письмо, в котором просила позволения присоединить к султанскому пожертвованию для жителей Мекки и Медины пожертвование от своего имени; она также попросила султана выдать все необходимые документы для пожертвования. Письмо это было опубликовано в книге «Письма из гарема» Чагатая Улучая и хранится в архиве дворца-музея Топкапы. Улучай отмечал также, что башкадын Махмуда II была очень религиозной женщиной, помогала бедным и нуждающимся и основала несколько благотворительных фондов, помогавших беднякам Мекки и Медины. Османский историк Сюрея Мехмед-бей писал, что Невфидан Кадын-эфенди построила малую мечеть у Одункапысы («Деревянные ворота»). По возвращении из хаджа Невфидан получила право использовать лакаб Хадже, который был вырезан и на её личной печати. Невфидан стала одной из двух вдов Махмуда II, совершившей хадж.
Невфидан Кадын-эфенди умерла по разным данным 25 или 27 декабря 1855 года в Стамбуле и была похоронена в мавзолее Махмуда II.

## Комментарии
1. ↑  Турецкие историки Недждет Сакаоглу и Чагатай Улучай писали, что Зернигар умерла в 1830 году[8][9], тогда как османист Энтони Олдерсон указал датой смерти матери Адиле 1832 год[4], османский историк Сюрея Мехмед-бей — 1832/1833 год[10], а Нихат Азамат, автор статьи об Адиле в Исламской энциклопедии, писал, что Зернигар умерла вскоре после родов[11].
2. ↑  Другой стала Хошьяр Кадын-эфенди[15].